# 四氟硼酸银
四氟硼酸银 (AgBF4) 是一种经常出现在无机化学和金属有机化学中的无机化合物。与六氟磷酸银类似，它经常被用于以非配位阴离子氟硼酸根来替换卤离子或配体。这种物质可以通过使适当的卤化物沉淀来制备。